# 蒙莫兰
蒙莫兰（法語：Montmorin，法語發音：[mɔ̃mɔʁɛ̃]）是法国多姆山省的一个市镇，位于该省中东部，属于克莱蒙费朗区。

## 地理
蒙莫兰（45°41'55"N, 3°21'25"E）面积13.65 平方千米，位于法国奥弗涅-罗讷-阿尔卑斯大区多姆山省，该省份为法国中南部省份，北起阿列省接壤，东临卢瓦尔省，南至上盧瓦爾省和康塔爾省，西接科雷兹省和克勒兹省。
与蒙莫兰接壤的市镇（或旧市镇、城区）包括：比永、比永附近埃格利斯讷沃、法耶堡、伊塞尔托、圣于连德科佩勒。

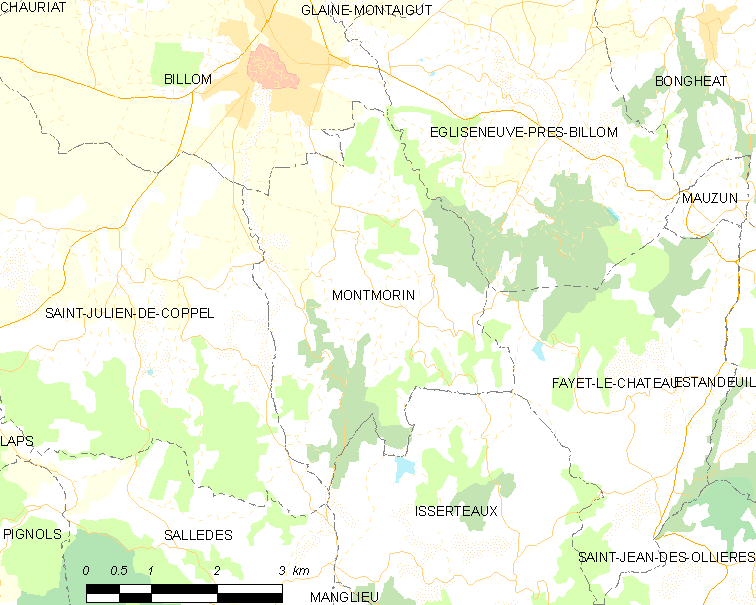
蒙莫兰的OSM定位图

蒙莫兰的时区为UTC+01:00、UTC+02:00（夏令时）。

## 行政
蒙莫兰的邮政编码为63160，INSEE市镇编码为63239。

## 政治
蒙莫兰所属的省级选区为比永县。

## 人口

1962-2008年间蒙莫兰人口变化图示

蒙莫兰于2022年1月1日时的人口数量为730人。